# Teo, cazador intergaláctico
Teo, cazador intergaláctico es una película de animación de coproducción española - argentina, realizada enteramente en Argentina y producida por Alma Alta International Pictures y Shazam S. A. Fue estrenada el 9 de diciembre de 2004.

## Sinopsis
Teo vive en un lejano planeta llamado Sauracia, del cual su abuelo Oldux es el emperador. Teo es el heredero al trono de Sauracia, pero su pasión por ir de caza de especímenes por diferentes planetas para su zoológico en miniatura hacen que deje de lado sus estudios. Intrígalus, consejero real de Oldux, está detrás del trono de Sauracia y aprovecha una salida de Teo en su nave para lanzarlo al hiperespacio, lo cual hace que Teo y su Robot Oki aterricen en un planeta desconocido, la Tierra. Teo es confundido por un perro y es capturado, pero su robot Oki consigue la ayuda de dos terrícolas, Lucas y su hermana Popi. 

## Argumento
Teo es un joven extraterrestre que vive junto a su abuelo Oldux, emperador del  planeta Sauracia. Oldux pretende educar a su nieto para que algún día sea su sucesor. Pero a Teo, en su adolescencia  sólo le interesaba cazar animales para su zoológico en miniatura.
Intríngulis es el consejero real, que está planeando deshacerse de Teo para poder subir al trono, ya que en este planeta, Sauracia, hay una ley que favorece al consejero real en tomar el trono en caso de que no pueda hacerlo el heredero. Es por esto que el consejero aprovecha una salida de Teo en su nave en busca de nuevos animales, para lanzarlo al hiperespacio. Teo y su robot Oki aterrizan en un planeta totalmente desconocido para ellos: La Tierra. En el planeta Tierra Teo es confundido con un perro y es capturado por Rata y Oso, dos perreros que tienen una tienda de salchichas a la que abastecen con perros capturados y que no son reclamados por sus familias. Oki consigue la ayuda de dos terrícolas: Lucas y su hermana Popi, pero cuando llegan al rescate de Teo, los perreros venden se lo venden a un cazador. Sin embargo, cuando llegan al rescate, Teo acaba de ser vendido a Siniestri, un cazador que en su gran sala de trofeos la única pieza que le faltaba era un alienígena.  

## Características de la producción
En palabras de su director: 

"Primero diseñamos un guión con un mensaje sencillo que aportase elementos ecológicos, escenarios porteños muy cercanos a los pequeños espectadores y, sobre todo, una mirada limpia y fácil de entender. Pusimos al servicio de la película una dotación de ciento veinte personas, entre dibujantes y técnicos expertos en computación, y España, como coproductora, nos facilitó los estudios para todo el trabajo final. Creo, y ya a punto de estrenarse, que «Teo, cazador intergaláctico» cumplió con nuestras expectativas dentro de un género que pensamos seguir cultivando."

## Nominaciones
El largometraje animado fue nominado a Mejor Película de Animación en los Premios Goya 2007